# ギャラントフォックス
ギャラントフォックス (Gallant Fox) はアメリカ合衆国の競走馬および種牡馬。
アメリカ競馬史上2頭目の三冠馬。
ブラッド・ホース誌が選ぶ20世紀のアメリカ名馬100選第28位。全弟にウッドメモリアルステークスを勝ったファイティングフォックスがいる。

## 戦績
1929年6月に行われたアケダクト競馬場の一般戦でデビューして3着、サラトガ競馬場での3戦目のフラッシュステークスで初勝利を挙げた。しばらくは5ハロンや6ハロンといった短距離路線で使われていたが、初勝利以後なかなか結果が出なかったため中長距離路線へと方針転換し、2歳最後の競走になった8ハロンのジュニアチャンピオンステークスで2勝目を挙げることに成功した。
翌年、3歳になったギャラントフォックスは、ジャマイカ競馬場のウッドメモリアルステークスを快勝したところから怒涛の快進撃を繰り広げた。プリークネスステークスとケンタッキーダービーを1番人気を背負って優勝、ベルモントステークスこそ2番人気に甘んじたものの、3馬身差をつけて勝利を飾った。
この後もドワイヤーステークスとアーリントンクラシックステークスに出走して連勝を重ねたが、サラトガ競馬場で行われたトラヴァーズステークスにおいて大穴ジムダンディに敗戦を喫し、連勝は7で止まった。その後はローレンスリアライゼーションステークスなどで3勝し、3歳シーズンを10戦9勝の成績で終えて引退した。同年の年度代表馬、最優秀3歳牡馬にも選ばれた。

## 引退後
引退後はクレイボーンファームで種牡馬入りした。産駒のうちの1頭オマハはアメリカ三冠を達成して、父子揃ってのアメリカ三冠という快挙を成し遂げた。親子でのアメリカ三冠は、現在までアメリカ競馬史上唯一の記録である。
その他の代表産駒に、ベルモントステークスやトラヴァーズステークスなどに勝ったグランヴィル、アスコットゴールドカップやプリンスオブウェールズステークスなどに勝ったフレアーズがいる。
1953年11月13日に死亡、遺骸はクレイボーンファームに埋葬された。1957年、アメリカ競馬名誉の殿堂博物館はギャラントフォックスの功績を称え、殿堂馬として選定している。

## 評価

### 競走成績
- 1929年（7戦1勝）
- 1930年（10戦9勝）
  - ケンタッキーダービー、プリークネスステークス、ベルモントステークス、ローレンスリアライゼーションステークス(D13f)、ウッドメモリアルステークス、ドワイヤーステークス、ジョッキークラブゴールドカップ(16f)、サラトガカップ、アーリントンクラシックステークス

### 年度代表馬
- 1930年 - 全米年度代表馬、最優秀3歳牡馬

### 表彰
- 1957年 - アメリカ競馬名誉の殿堂博物館に殿堂馬として選定される。
- 1939年 - ジャマイカ競馬場に「ギャラントフォックスハンデキャップ」（グレード外）が創設される。現在はアケダクト競馬場に移設されている。
- 1999年 - ブラッド・ホース誌の選ぶ20世紀のアメリカ名馬100選において第28位に選出される。

## 血統表
| ギャラントフォックスの血統（テディ系 / St.Simon 4x5=9.38%、Bend Or 4x5=9.38%） | ギャラントフォックスの血統（テディ系 / St.Simon 4x5=9.38%、Bend Or 4x5=9.38%） | ギャラントフォックスの血統（テディ系 / St.Simon 4x5=9.38%、Bend Or 4x5=9.38%） | （血統表の出典）   | （血統表の出典） |
| 父 Sir Gallahad III 1920 鹿毛                                                  | 父の父Teddy 1913 鹿毛                                                          | Ajax                                                                           | Flying Fox         | Flying Fox       |
| 父 Sir Gallahad III 1920 鹿毛                                                  | 父の父Teddy 1913 鹿毛                                                          | Ajax                                                                           | Amie               |                  |
| 父 Sir Gallahad III 1920 鹿毛                                                  | 父の父Teddy 1913 鹿毛                                                          | Rondeau                                                                        | Bay Ronald         | Bay Ronald       |
| 父 Sir Gallahad III 1920 鹿毛                                                  | 父の父Teddy 1913 鹿毛                                                          | Rondeau                                                                        | Doremi             |                  |
| 父 Sir Gallahad III 1920 鹿毛                                                  | 父の母Plucky Liege 1912 鹿毛                                                   | Spearmint                                                                      | Carbine            | Carbine          |
| 父 Sir Gallahad III 1920 鹿毛                                                  | 父の母Plucky Liege 1912 鹿毛                                                   | Spearmint                                                                      | Maid of the Mint   |                  |
| 父 Sir Gallahad III 1920 鹿毛                                                  | 父の母Plucky Liege 1912 鹿毛                                                   | Concertina                                                                     | St.Simon           | St.Simon         |
| 父 Sir Gallahad III 1920 鹿毛                                                  | 父の母Plucky Liege 1912 鹿毛                                                   | Concertina                                                                     | Cosmic Song        |                  |
| 母 Marguerite 1920 栗毛                                                        | 母の父Celt 1905 栗毛                                                           | Commando                                                                       | Domino             | Domino           |
| 母 Marguerite 1920 栗毛                                                        | 母の父Celt 1905 栗毛                                                           | Commando                                                                       | Emma C.            |                  |
| 母 Marguerite 1920 栗毛                                                        | 母の父Celt 1905 栗毛                                                           | Maid of Erin                                                                   | Amphion            | Amphion          |
| 母 Marguerite 1920 栗毛                                                        | 母の父Celt 1905 栗毛                                                           | Maid of Erin                                                                   | Mavourneen         |                  |
| 母 Marguerite 1920 栗毛                                                        | 母の母Fairy Ray 1911 栗毛                                                      | Radium                                                                         | Bend Or            | Bend Or          |
| 母 Marguerite 1920 栗毛                                                        | 母の母Fairy Ray 1911 栗毛                                                      | Radium                                                                         | Taia               |                  |
| 母 Marguerite 1920 栗毛                                                        | 母の母Fairy Ray 1911 栗毛                                                      | Seraph                                                                         | St.Frusquin        | St.Frusquin      |
| 母 Marguerite 1920 栗毛                                                        | 母の母Fairy Ray 1911 栗毛                                                      | Seraph                                                                         | St.Marina F-No.4-n |                  |